# Pradilla de Ebro
Pradilla de Ebro (aragónul Pradiella d'Ebro) település Spanyolországban,  Zaragoza tartományban. Pradilla de Ebro Gallur, Tauste, Boquiñeni, Torres de Berrellén és Remolinos községekkel határos. Lakosainak száma 546 fő (2024).

## Népesség
A település népessége az utóbbi években az alábbiak szerint változott:
| Lakosok száma | 639  | 638  | 637  | 638  | 627  | 584  | 562  | 563  | 541  | 546  |
|               | 2001 | 2004 | 2007 | 2009 | 2012 | 2014 | 2017 | 2019 | 2022 | 2024 |